# Zur Goldenen Sonne (Merseburg)

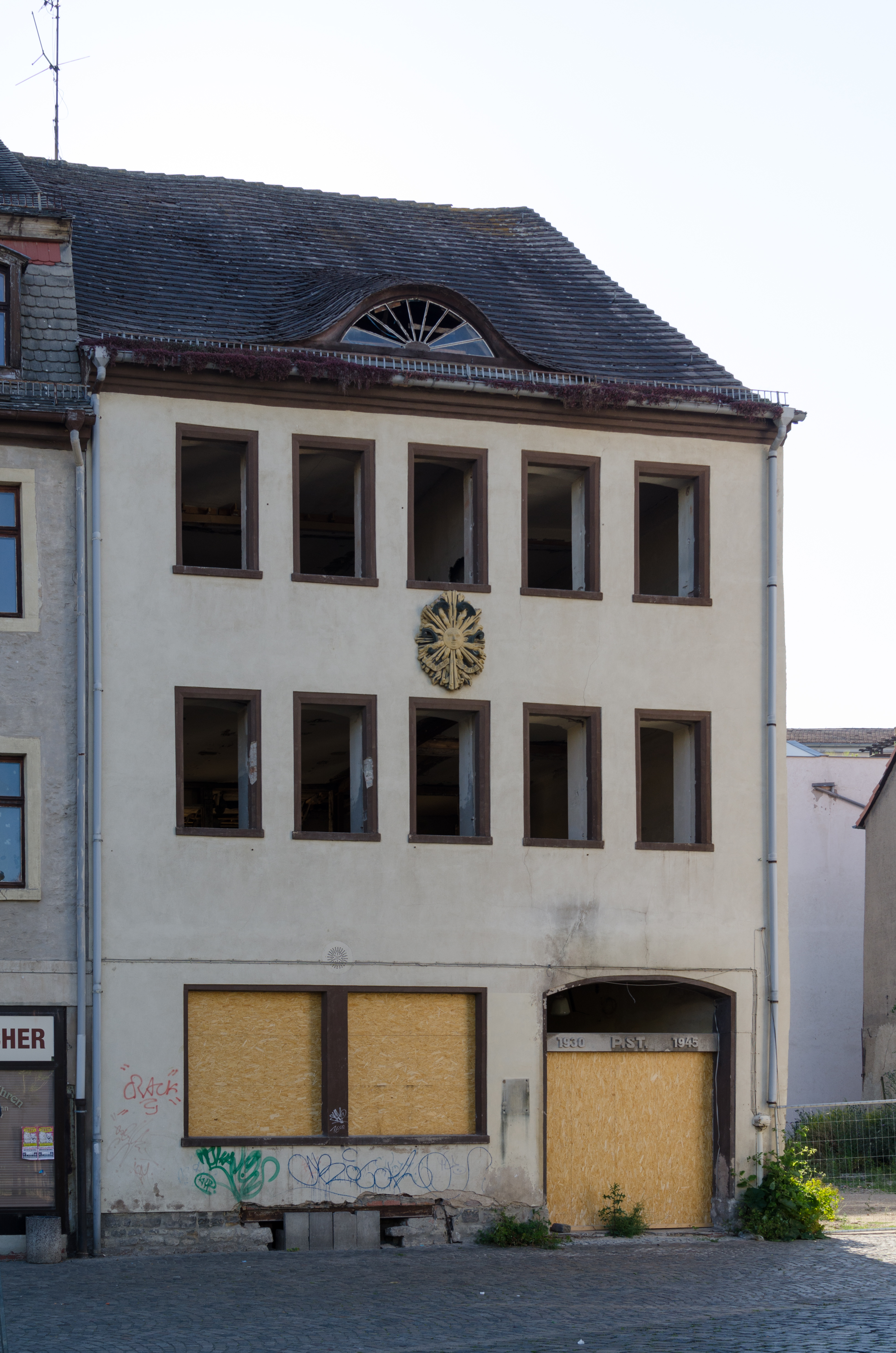
Reste des Gasthauses Zur Goldenen Sonne (2015), gut erkennbar die goldene Sonne

Das Gasthaus Zur Goldenen Sonne ist ein denkmalgeschütztes Gasthaus in der Stadt Merseburg in Sachsen-Anhalt. Im örtlichen Denkmalverzeichnis ist es mit der Erfassungsnummer 094 20234 als Baudenkmal verzeichnet.

## Geschichte
Das Gebäude des Gasthauses wurde wahrscheinlich im 16. Jahrhundert errichtet. Aufgrund mehrerer Umbauten ist von der ursprünglichen Außenarchitektur kaum noch etwas erhalten geblieben, einzig das barocke Hauszeichen, die goldene Sonne. Die Inschrift des Hauszeichens lautet Zur güldenen Sonne AD 1731. Es wird daher angenommen, dass 1731 ein Umbau des Gebäudes erfolgte. Bis 2010 war das Gebäude im Besitz der Volksbank Mainz, dann wurde es durch eine Immobilienfirma aus Berlin erworben. Das Gasthaus, welches zuletzt als Hotel genutzt wurde, stand  mehrere Jahre leer und verfiel  zusehends. Im Zuge von Abrissarbeiten in der Nähe wurde 2015 auch der westliche Teil des Gebäudes mit abgerissen.
2020 eröffnete ein mediterranes Restaurant „Die Sonne“. 
Im Nachbarhaus befindet sich ein Eiskaffee mit Freisitz auf dem Marktplatz.

## Berühmte Gäste
- Gustav Adolf (1594–1632), König von Schweden[2]
- Friedrich Wilhelm III. (1770–1840), König von Preußen[5]
- Gebhard Leberecht von Blücher (1742–1819), preußischer Generalfeldmarschall

Der Verbleib einer Gedenktafel aus Bronze, die von den berühmten Gästen kündete, ist unbekannt.

## Lage
Das Gasthaus Zur Goldenen Sonne befindet sich an der Westseite des Marktplatzes unter der Adresse Markt 14 in Merseburg.